# 施泰格河 (特斯河支流)
47°28′43″N 8°42′30″E / 47.47850°N 8.70829°E

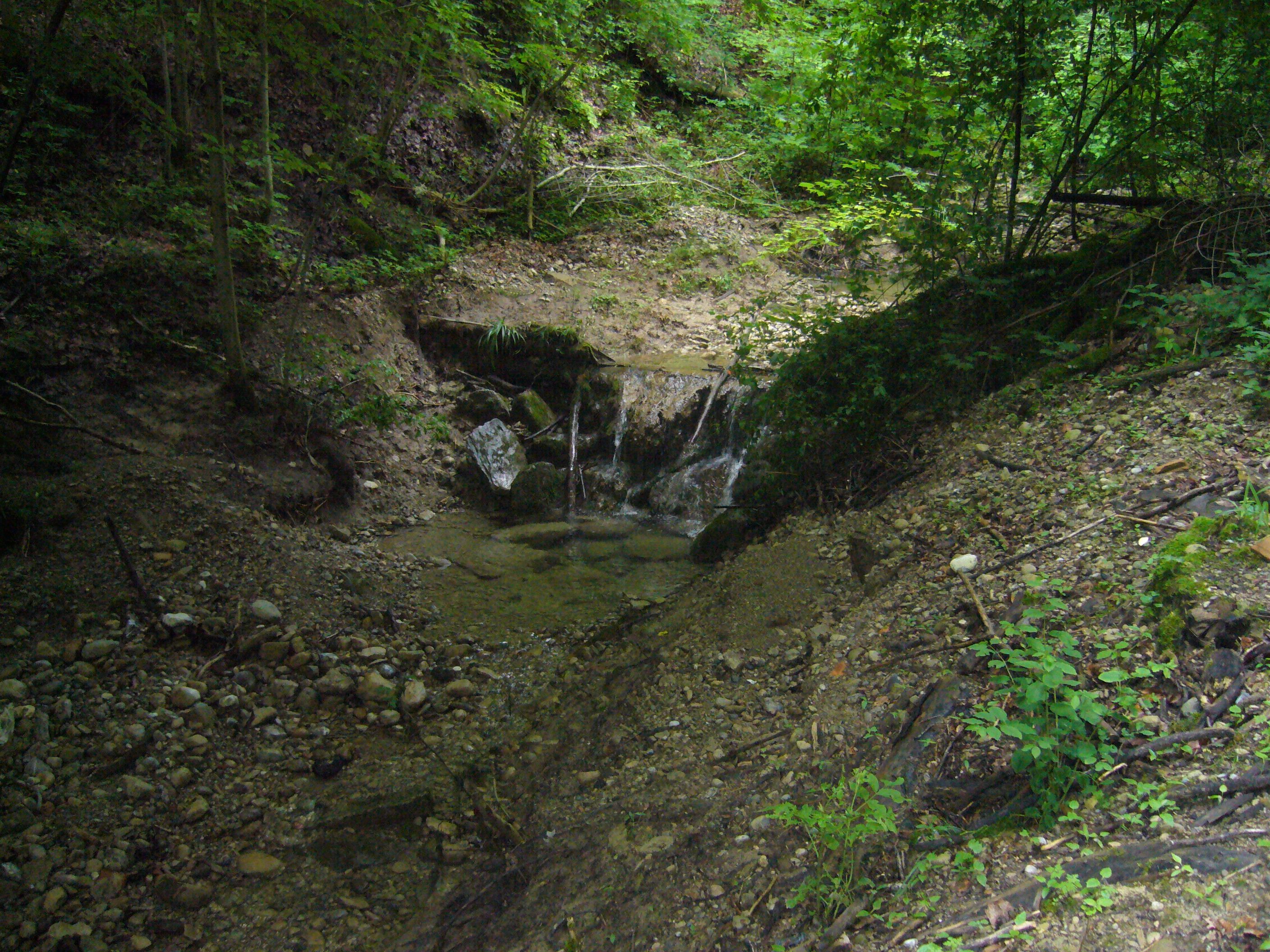

施泰格河（德語：Steigbach）是瑞士的河流，位於該國北部，流經蘇黎世州，屬於特斯河的左支流，河道全長2.1公里，流域面積12.6平方公里，河畔城鎮有溫特圖爾。